# 瓦瓦泰尼納區
17°31′S 48°57′E / 17.517°S 48.950°E
瓦瓦泰尼納區，是馬達加斯加的行政區，位於該國中部，由阿那拉芒加區負責管轄，首府設於瓦瓦泰尼納，面積2,826平方公里，2011年人口164,133，人口密度每平方公里58人。